# Gaspard II Schetz
Gaspard II Schetz (Antwerpen, 20 juli 1513 - Bergen, 1580) was een Zuid-Nederlandse handelaar en was heer van Grobbendonk en baron van Wezemaal.

## Biografie
Gaspard Schetz werd in 1513 in Antwerpen geboren als de oudste zoon van Erasmus Schetz die afkomstig was uit Duitsland en actief was in de handel met Brazilië. Hij kreeg samen met zijn jongere broers Balthasar, Melchior en Conrad een humanistische opvoeding. Hij ging studeren aan de Universiteit van Marburg bij de humanist Eobanus Hessus. In 1555 werd Schetz door landsheer Filips II aangesteld tot factor. In deze functie dreef hij zaken naar eigen goeddunken, maar voor de rekening van de koning handel met belastinggeld. Hij exploiteerde in Brazilië een suikerraffinaderij en hierbij ging hij soms de wettelijkheid te buiten, wat zelfs bekend was bij zijn tijdgenoten. Schetz kocht van Karel van Brimeu de titel van Baron van Wezemaal en dit verschafte hem ook de titel van erfmaarschalk van Brabant.
In 1564 volgde de aanstelling tot thesaurier-generaal, hij nam deze positie over van Pierre de Boisot. In deze functie verzette hij zich fel tegen de belastingplannen van de landvoogd de hertog van Alva, zoals de invoering van de Tiende Penning. In 1577 ontvluchtte hij de regering van de nieuwe landvoogd Juan van Oostenrijk die hierop Godfried Sterck aanstelde als thesaurier-generaal. Schetz was als statenlid betrokken geweest bij de Vredehandel van Keulen waar hij voorstander van de vrede was geweest, maar na de afgeketste onderhandelingen verzoende Schetz zich in 1580 met het koninklijke regime.

## Huwelijk en nageslacht
Schetz huwde eerst met Margaretha van de Brugge en later met Catharina van Ursel, dochter van Lancelot van Ursel, burgemeester van Antwerpen. Enkele van zijn nakomelingen waren:
- Lancelot I (1550-1619), burgemeester van Brussel
- Isabeu
- Agnes
- Johan Karel (1552-1595), kanselier van de Orde van het Gulden Vlies
- Nicolas Melchior, baron van Wezemaal
- Conrad (1552-1632)
- Anthonie (1564-1641), graaf van Grobbendonk